# دارين إدموندسون
دارين إدموندسون (بالإنجليزية: Darren Edmondson)‏ هو لاعب كرة قدم ومدرب كرة قدم بريطاني، ولد في 4 نوفمبر 1971 في Coniston, Cumbria ‏ في المملكة المتحدة. لعب مع نادي بارو ونادي بليموث أرجايل ونادي تشستر سيتي ونادي كارلايل يونايتد ونادي ووركينغتون ونادي يورك سيتي وهدرسفيلد تاون.

## وصلات خارجية
- دارين إدموندسون على موقع قاعدة بيانات كرة القدم.إي يو (الإنجليزية)
- دارين إدموندسون على موقع Soccerbase.com (لاعب) (الإنجليزية)